# Димитров, Георги (композитор)
Гео́рги Петро́в Димитро́в (болг. Георги Петров Димитров; 19 апреля 1904, Белоградчик, Болгария — 12 марта 1979, София, Болгария) — болгарский хоровой дирижёр, композитор и педагог. Народный артист НРБ (1967).

## Биография
Свои юношеские годы провёл в Белоградчике и Ломе. Его отец был скрипачом, а мать — певицей. Учился во Львовской консерватории у Мечислава и Адама Солтыса. В 1929 году окончил Варшавскую консерваторию у Гжегожа Фительберга и Казимежа Сикорского (композиция) и до 1939 года работал в Польше. Вернувшись в Болгарию, руководил хоровыми коллективами в Софии. В 1940—1948 годах — художественный руководитель Софийской народной оперы, а в 1946—1951 годы — руководитель хора имени Георги Киркова. В 1948—1958 годы - руководитель дирекции государственного концертного объединения «Музыка». В 1948 году стал одним из создателей журнала «Болгарская музыка» (болг. Българска музика); в 1952—1955 годах — главный редактор. С 1949 года преподавал хоровое дирижирование в Болгарской консерватории, с 1962 года — профессор. Среди учеников: Васил Арнаудов, Георги Робев. Член БКП с 1944 года.

## Память
В Варне проводится ежегодный международный майский хоровой конкурс, носящий имя Георги Димитрова.

## Сочинения
- кантата «Гимн природе» / Възпев на природата (1960)
- кантата «Тем, кто пробудил народное сознание» / На нашите будители (1961)

## Награды[2]
- 1946 — Орден «За гражданские заслуги»
- 1947 — Орден «Красное Знамя Труда»
- 1950 — Димитровская премия
- 1950 — Кавалер ордена Возрождения Польши
- 1955 — Орден «9 сентября 1944 года» I степени
- 1959 — Орден «Красное Знамя Труда»
- 1963 — Заслуженный артист НРБ
- 1967 — Народный артист НРБ
- 1964 — Орден Народной Республики Болгария I степени
- 1969 — Герой Социалистического Труда
- 1974 — Орден Георгия Димитрова